# Jan Schulze (Mediziner)
Jan Schulze (* 20. November 1942 in Davos) ist ein deutscher Internist, Hochschullehrer und ärztlicher Standespolitiker.

## Lebenslauf
Jan Schulze studierte von 1962 bis 1965 Medizin in Berlin, anschließend in Dresden, wo er 1968 das Staatsexamen absolvierte und die Approbation als Arzt erhielt, sowie 1969 zum Dr. med. promoviert wurde. 1973 erhielt er die Anerkennung als Facharzt für Innere Medizin mit der Subspezialisierung Diabetologie (1976) und Endokrinologie (1993). 1985 habilitierte sich Jan Schulze in Dresden, 1992 wurde er zum außerplanmäßigen Professor ernannt. 1994 erfolgte die Berufung zum Universitäts-Professor mit den Schwerpunkten Endokrinologie und klinische Stoffwechselkrankheiten an der Technischen Universität Dresden.
Schulze war ab 1968 an der Medizinischen Akademie / Universitätsklinikum Dresden tätig. Von 1991 bis 1994 war er stellvertretender Ärztlicher Direktor des Universitätsklinikums, von 1996 bis 1999 stellvertretender Direktor der dortigen Medizinischen Klinik III.
Jan Schulze gehörte mit zu den Begründern der Sächsischen Landesärztekammer. Von 1990 bis 2015 war er dort Vorstandsmitglied und von 1999 bis 2015 Präsident der Ärztekammer und Mitglied des Vorstandes der Bundesärztekammer. Von 2000 bis 2011 war er Sprecher des „Bündnis Gesundheit im Freistaat Sachsen“. Von 2012 bis 2015 leitete Jan Schulze die Arbeitsgruppe „Priorisierung im Gesundheitswesen“ der Bundesärztekammer.

## Wissenschaftliche Arbeitsschwerpunkte
- Klinische Studien zur Regulation des Kohlenhydrat- und Fettstoffwechsels
- Versorgungsforschung zur dualen Betreuung des Diabetikers im „Modell Sachsen“
- Erarbeitung Sächsischer Leitlinien Diabetes, die in das Nationale Leitlinienprogramm der Bundesärztekammer aufgenommen wurden.
- Forschungsarbeiten zur Genetik des Typ-2-Diabetes mellitus
- Versorgungsforschung, Qualitätsmanagement in der Medizin
- Grundlagenforschung und Prävention des Typ-2-Diabetes mellitus

## Auszeichnungen
- Theodor-Brugsch-Preis der Gesellschaft für Innere Medizin der DDR (1985)
- Forschungspreis der Medizinischen Akademie Dresden (1987)
- Hermann-Eberhard-Friedrich-Richter-Medaille (1996)
- Richard-Merten-Preis für Qualitätssicherung in der Medizin auf dem Gebiet des Diabetes mellitus (1998)
- Rolf-Emmrich-Förderpreis der Sächsischen Gesellschaft für Innere Medizin (2002)
- Mikulicz-Radecki-Medaille der Niederschlesischen Ärztekammer (2003)
- Bronze-Award Disease Management Association of Amerika (2007)
- Verdienstkreuz 1. Klasse des Verdienstordens der Bundesrepublik Deutschland (2007)
- Ehrenpreis der Sächsischen Gesellschaft für Allgemeinmedizin (2011)
- Ehrenmedaille des Öffentlichen Gesundheitsdienstes, Landesverband Sachsen (2014)
- Sächsischer Verdienstorden (2015)
- Paracelsus-Medaille (2016)[4]

## Veröffentlichungen (Auswahl)
- Publikationen von Jan Schulze in PubMed
- Publikationen von Jan Schulze in Worldcat